# Kathleen Lubey
Kathleen Lubey, född 1975, är en amerikansk universitetslärare och föreläsare i engelska. Hon leder skrivarcentret vid St. John's University i New York. Hennes forskning berör bland annat 1700-talets Storbritannien, sexualitet och genusteori, pornografins historia samt den brittiska slavhandeln. Hon har utkommit med två böcker som båda berör erotica på 1700-talet.

## Biografi
Lubey avlade 1997 filosofie kandidatexamen vid Ithaca College i norra delen av delstaten New York; titeln på examensarbetet var Restoring virginity : disciplining female bodies in Titus Andronicus and Much ado about nothing. Två år senare tog hon masterexamen vid University at Buffalo, och 2005 avlade hon filosofie doktorsexamen vid Rutgers University i New Jersey. Alla dessa examina var inom ämnena engelska och engelsk litteratur. Under 2008 och 2009 var Lubey Mellon Postdoctoral Fellow vid University of Pennsylvania.
På senare år har Lubey varit verksam som föreläsare i engelska och engelsk litteratur vid St. John's University i New York. 2024 ledde hon skrivarcentret vid universitetet. Hennes forskning och skrivande berör främst den äldre brittiska litteraturen kring erotica samt sexualitet, feminism, pornografi och den brittiska slavhandeln.

### Två böcker, ett ämne
Intresset för pornografin som kulturellt fenomen och historisk företeelse inleddes tidigt. 2006 författade hon texten "Spectacular Sex" för den feministiska kulturtidskriften Differences, där undertiteln syftade på de tankar och den njutning som kan upplevas i mötet med denna särpräglade mediegenre. Hon utgår i texten bland annat från den tolkning av pornografin som manligt maktmedel som kännetecknar Catharine MacKinnons attityd till genren. Lubey menar att studier av pornografi är nödvändiga för att förstå en kulturell kontext, bland annat genom genrens fokus på lusten som känsla och drivkraft.
Lubey har publicerat två fackböcker. 2012 kom hon med Excitable Imaginations: Eroticism and Reading in Britain, 1660-1760, där hon utforskade relationen mellan erotica, moral, estetik och läsande i olika texter från sent 1600-tal till mitten av 1700-talet. Texter kopplade till detta bokprojekt hade dessförinnan synts i minst tre olika akademiska publikationer.
2022 publicerades What Pornography Knows: Sex and Social Protest since the Eighteenth Century, med fokus på hur pornografiska texter historiskt kunnat lyfta fram feministiska och människorättsbaserade frågeställningar. Därefter har hon inlett arbetet på en kommande volym kring äktenskapets roll i 1700-talets litteratur.
What Pornography Knows tar bland annat sin utgångspunkt från ett mindre känt 1700-talsverk, den anonymt publicerade The History of the Human Heart (1749). Den pornografiska skriften har återtryckts ett flertal gånger, men olika redaktörer har då ofta utelämnat tydligt "feministiska" ingredienser från 1700-talstexten. Intresset för boken inleddes ett antal år tidigare, och 2015 skrev hon en akademisk text för tidskriften ELH som presenterade återutgivningarnas förändrade syn på verket och dess ofta tidsbundna attityd till kvinnlig sexualitet.

### Andra texter
Lubey skriver även artiklar i relaterade ämnen för den webbaserade essäplattformen Aeon. Lubey har annars författat ett antal artiklar för den akademiska tidskriften Eighteenth-Century Fiction, bland annat i ämnen som Joseph Addison och John Cleland samt via olika recensioner. Andra tidskrifter där hennes texter synts är Eighteenth-Century Studies och Studies in Eighteenth-Century Culture, och sedan 2022 fungerar hon som redaktör för recensionsavdelningen för den förstnämnda titeln.
Kathleen Lubeys intresse för 1700-talslitteratur har också kommit till nytta i hennes ordförandeskap för Columbia Universitys seminarier om den europeiska kulturen under det århundradet, och hon har återkommande blivit intervjuad som forskare runt pornografi och den sexuella kulturen genom historien.
Utöver detta har Lubey ägnat stort intresse för den färgade kvinnan under och efter slavtiden. 2022 publicerades "The Woman of Colour’s Counter-Domesticity" i tidskriften Studies in Romanticism, där litterära beskrivningar av svarta kvinnor från tidigt 1800-tal bildar ramen.

### Böcker
- Excitable imaginations: eroticism and reading in Britain, 1660-1760. Transits : literature, thought & culture. Bucknell University Press : Co-published with The Rowman & Littlefield Pub. Group. 2012. ISBN 978-1-61148-440-3
- What pornography knows: sex and social protest since the eighteenth century. Stanford University Press. 2022. ISBN 978-1-5036-1166-5

### Artiklar (urval)
- ”Spectacular Sex: Thought and Pleasure in the Encounter with Pornography” (på engelska). differences 17 (2):  sid. 113–131. 1 september 2006. doi:10.1215/10407391-2006-005. ISSN 1040-7391. https://read.dukeupress.edu/differences/article/17/2/113/60565/Spectacular-Sex-Thought-and-Pleasure-in-the.
- ”Making Pornography, 1749–1968: The History of "the History of the Human Heart"”. ELH 82 (3):  sid. 897–935. 2015. ISSN 0013-8304. https://www.jstor.org/stable/24477828.
- ”Sexual Remembrance in Clarissa” (på engelska). Eighteenth-Century Fiction 29 (2):  sid. 151–178. 2017-01. doi:10.3138/ecf.29.2.151. ISSN 0840-6286. https://utpjournals.press/doi/10.3138/ecf.29.2.151.
- ”Erotic Interiors in Joseph Addison's Imagination” (på engelska). Eighteenth-Century Fiction 20 (3):  sid. 521–523. 1 mars 2020. https://search.worldcat.org/title/703568547.
- ”Memoirs of a Woman of Pleasure by John Cleland, ed. Richard Terry and Helen Williams” (på engelska). Eighteenth-Century Fiction 32 (3):  sid. 521–523. 1 mars 2020. doi:10.3138/ecf.32.3.521. ISSN 0840-6286. https://utpjournals.press/doi/10.3138/ecf.32.3.521.
- ”Reading and the Making of Time in the Eighteenth Century by Christina Lupton”. Eighteenth-Century Fiction 33 (463). 2020/2021.
- ”The Woman of Colour’s Counter-Domesticity”. Studies in Romanticism (Spring 2022):  sid. 113–123. https://muse.jhu.edu/pub/1/article/853142/pdf.